# Konstantin Mouraviev
Pour les articles homonymes, voir Mouraviev.
Konstantin Vladov Mouraviev (en bulgare : Константин Владов Муравиев), né le 5 mars 1893 à Pazardjik et mort le 31 janvier 1965 à Sofia. un homme d’État bulgare, brièvement président du Conseil des ministres au début du mois de septembre 1944 pendant la Seconde Guerre mondiale. Son gouvernement (bg) possède la particularité d'avoir été simultanément en guerre contre les Alliés (États-Unis, Royaume-Uni et Union soviétique) et l'Allemagne nazie. 

## Sources
- (de) Cet article est partiellement ou en totalité issu de l’article de Wikipédia en allemand intitulé « Konstantin Murawiew » (voir la liste des auteurs).